# 24387 Trettel
24387 Trettel (tên chỉ định: 2000 AB174) là một tiểu hành tinh vành đai chính. Nó được phát hiện bởi dự án Nghiên cứu tiểu hành tinh gần Trái Đất Lincoln ở Socorro, New Mexico, ngày 7 tháng 1 năm 2000. Nó được đặt theo tên Stephen Jerome Trettel, an American high school student whose electrical và mechanical engineering project won first place ở the 2008 Giải thưởng Khoa học và Kỹ thuật Intel.